# نایدروالدکیرشن
نایدروالدکیرشن (به آلمانی: Niederwaldkirchen) یک منطقهٔ مسکونی در اتریش است که در ناحیه رورباخ واقع شده‌است. نایدروالدکیرشن ۲۸ کیلومتر مربع مساحت دارد ۵۲۵ متر بالاتر از سطح دریا واقع شده‌است.